# District de Mumbai-ville
Le district de Mumbai (en Marathi: मुंबई जिल्हा ) est un  district de la division de Konkan du Maharashtra.

## Description
Le district couvre la pointe sud de l'île de Salsette, c'est-à-dire la partie la plus ancienne de Bombay. En tant que district urbain, il n'a pas de siège ni de subdivisions. Il constitue, avec le District de Mumbai-banlieue, la métropole de Mumbai. Cette zone est appelée Island City ou Bombay Sud ou Old Mumbai. Elle s'étend de Colaba au sud à Mahim et Sion au nord.

## Démographie
Selon le recensement de 2011, le district de la ville de Mumbai compte 3 085 411 habitants , soit à peu près autant que la Mongolie ou l'État américain de l'Iowa, ce qui le place au 115e rang en Inde (sur un total de 640). Ce district a une densité de population de 19 652 habitants par kilomètre carré. Son taux de croissance démographique sur la décennie 2001-2011 a été de -7,57%. La ville de Mumbai a un ratio de 832 femmes pour 1000 hommes et un taux d'alphabétisation de 89,21%.

## Langues
Le marathi est la langue officielle et la plus parlée du district. Cependant, étant l'une des plus grandes villes du pays, la métropole de Bombay a attiré des locuteurs d'un grand nombre de langues. Les autres langues ayant un nombre important de locuteurs dans le district sont l'hindi, l'ourdou, le gujarati et le tamoul. Au moment du recensement indien de 2011, 32,96 % de la population du district parlait le marathi, 25,98 % l'hindi, 20,53 % le gujarati, 4,34 % l'ourdou, 2,93 % le tamoul, 2,57 % le marwadi, 2,37 % le télougou, 1,38 % le konkani et 1,31 % le bengali comme première langue.